# 蘭京
蘭 京（らん けい、生年不詳 - 549年）は、中国の南北朝時代の人物。またの名を固成。東魏の権臣高澄を殺害したことで知られる。

## 経歴
南朝梁の将軍の蘭欽の子として生まれた。東魏の軍に捕らえられて、奴隷に落とされ、高澄の家の厨房で働くこととなった。蘭欽が蘭京の身柄を金銭で贖おうとしたが、高澄は許さなかった。また蘭京も自身の解放を高澄に訴えたが、高澄は監厨倉頭の薛豊洛に命じて、蘭京に杖罰を加えた。蘭京はこのことを恨んで、弟の阿改を含む仲間の6人とともに反乱の計画を練った。
武定7年（549年）8月辛卯、高澄は東魏の孝静帝からの禅譲を受けるべく、晋陽の北城の東柏堂で陳元康・楊愔・崔季舒らとともに人事の密談をしており、他の側近や護衛たちを遠ざけていた。蘭京は食事を進上する機会に、刀を盤に隠して高澄に近づき、斬りつけた。高澄は牀の下に隠れたが、蘭京は牀を引きはがして殺害した。陳元康は高澄をかばおうとして刺され、その夜に亡くなった。楊愔は狼狽して逃げ出し、現場に片方の靴を残していった。崔季舒は逃げて厠に隠れた。庫直の紇奚舎楽は蘭京らと戦って死に、散都督の王紘は戦傷を受けた。薛豊洛は宰人（料理人）を率い薪を持って現場に赴き、蘭京らに捕らえられた。
ときに高澄の弟の太原公高洋が城東の双堂にいたが、事件を知って現地に赴いた。蘭京らは高洋率いる兵に掃討されて全滅した。蘭京らの遺体は高洋自らに斬り刻まれ、その頭蓋骨は漆塗りにされた。

## 伝記資料
- 『北斉書』巻3 帝紀第3
- 『北斉書』巻24 列伝第16
- 『北史』巻6 斉本紀上第6
- 『北史』巻55 列伝第43